# Coward!
Coward! (o They Called Him Coward) è un cortometraggio muto del 1915 diretto da Frank Wilson.

## Trama
Il bambino di un pugile deve essere operato all'occhio durante un importante incontro.

## Produzione
Il film fu prodotto dalla Hepworth.

## Distribuzione
Distribuito dalla Hepworth, il film - un cortometraggio di 465 metri - uscì nelle sale cinematografiche britanniche nel gennaio 1915.
Fu distrutto nel 1924 dallo stesso produttore, Cecil M. Hepworth. Fallito, in gravissime difficoltà finanziarie, Hepworth pensò in questo modo di poter almeno recuperare il nitrato d'argento della pellicola.